# Genaro Salinas
Genaro Salinas Carmona (Tampico, 19 settembre 1918 – Caracas, 28 aprile 1957) è stato un tenore e cantante popolare messicano.

## Biografia

### Primi anni
I suoi genitori erano Narciso Salinas e Concepción Cardona. A causa delle ristrettezze economiche della sua famiglia, sua madre doveva lavorare come lavandaia, mentre lui, ancora adolescente, iniziò a lavorare nel porto locale, vendendo ostriche per integrare il reddito familiare.  Sin da quando era bambino iniziò a mostrare talento per il canto. Rendendosi conto delle sue capacità, si iscrisse all'Accademia di canto di Giadam a Tampico, dove ricevette un'adeguata istruzione musicale che gli consentiva di sfruttare appieno le potenzialità della sua voce.
Nel 1939 debuttò in un concorso di cantanti dilettanti organizzato dalla stazione radio XES, in cui arrivò al primo posto. Tuttavia il premio in denaro dovette essere utilizzato per pagare le spese di sepoltura di sua madre, che era morta di recente. Si dice che quando il presentatore messicano Roberto Soto lo sentì cantare per la prima volta, lo richiese immediatamente per il programma che presentò al Teatro Lírico del Distrito Federal e fu successivamente inserito nel cast artistico dell'XEW. In questa stazione radio era conosciuto come “La voz de oro de México”. Nel 1941 registrò le sue prime canzoni per la filiale messicana della RCA Victor.
A quel tempo erano di moda in Messico le canzoni di tipo spagnolo, che in seguito fu chiamato bolero moresco. Come cantanti del calibro di Alfonso Ortiz Tirado, Nicolás Urcelay e Néstor Mesta Chaires, anche Genaro Salinas affrontò questo genere, con canzoni di Agustín Lara come Silverio, Corde della mia chitarra, Flor de Sevilla, Granada e Valencia, tra le altre.
Il successo che Genaro raggiunse in Messico, con il suo stile, non mancò di suscitare intrighi e gelosie tra i suoi colleghi, che rifiutavano di condividere il palcoscenico con lui. Dopo aver lasciato la RCA Víctor, Salinas firmò un contratto con la ora defunta casa discografica Peerless, con la quale registrò diversi boleri. Vengono conservate anche alcune registrazioni radiofoniche in diretta di canzoni messicane come Perjura, Espérame, Punto Final, Mañana e Ondas del Danubi, in cui il tenore affrontò con relativa facilità altri generi, come la danza messicana e il valzer.

### Il matrimonio e l'Argentina
Durante un tour a Cuba, durante la sua presentazione ad un festival, incontrò la cantante di Tangos di origine cilena, Malena de Toledo con la quale in seguito si sposò. Nel 1946 si recò a Buenos Aires, assunto dal Centro sociale spagnolo "El Tronío". Lì ebbe la possibilità di cantare nell'orchestra del violinista argentino Américo Belloto Varoni. Malena, sua moglie, era cantante dell'orchestra Vardaro-Pugliese. Entrambi furono molto ben accetti da parte del pubblico e dei media.
In quella città Genaro si esibì per Radio "El Mundo", con la quale ottenne un tale successo, che decise di rimanere in quel paese. Durante la sua permanenza si presume che abbia avuto l'opportunità di stabilire un contatto professionale con il tenore italiano Tito Schipa, che trascorse lunghi periodi a Buenos Aires, dando recital e facendo registrazioni. Lo stile di Genaro prevaleva nel gusto del pubblico argentino, anche rispetto ai boleristi nazionali come Leo Marini e Hugo Romani. Dalla relazione con Malena de Toledo nacquero due bambini, Concepción e Genaro. Fu una relazione molto stabile fino a quando non fu troncata quando, in una delle sue esibizioni su Radio "The World", Genaro non incontrò l'attrice teatrale Zoe Ducós, con la quale strinse una relazione, fuori dal suo matrimonio. Si ritiene che questa relazione lo abbia portato a viaggiare a Caracas mentre la Ducós emigrò in Venezuela, dove si esibì nel teatro nazionale e in TV.

### Ritorno in Messico
A causa di problemi coniugali, Genaro Salinas tornò al suo paese, il Messico, nel 1952, dove divenne l'oggetto di intrighi e macchinazioni di corporazioni artistiche che difendono gli interessi economici legati alla produzione ed alla vendita della musica commerciale. Lì firmò nuovamente un contratto con la RCA Victor, registrando boleros e canzoni cilene e paraguaiane, che aveva appreso durante il suo soggiorno in Argentina. In alcune di queste sessioni di registrazione, condotte tra il 1952 e il 1953 registrò con il Sexteto Fantasía e il Mariachi Vargas de Tecalitlán, oltre che con l'orchestra del musicista Chucho Zarzosa.
Come risultato della sua separazione da Malena de Toledo, che rimase in Argentina, Genaro subì gli intrighi derivati da questa situazione, e nel 1957 fu nuovamente spinto lontano, dirigendosi in Venezuela.
Secondo quello che scrisse il giornalista Omar Valera, quando Salinas tornò in Venezuela, cantò in locali di seconda categoria dove si beve spesso e pare che abbia cercato di avvicinare nuovamente l'attrice Zoe Ducos, che era allora la moglie di Miguel Sanz Silvio, un funzionario della sicurezza nazionale, la polizia politica della dittatura dell'allora presidente Marcos Pérez Jiménez. La mattina del 28 aprile 1957 fu ritrovato morente sotto un ponte sull'Avenida Victoria a Caracas, con un politrauma diffuso e morì quello stesso giorno. Si ritiene che la sera prima, i funzionari della sicurezza nazionale, lo abbiano aspettato in cima al ponte Avenue, dove doveva andare a piedi per tornare al proprio alloggio e lo abbiano gettato da una macchina, mentre passavano dall'alto.

### Morte
Al momento della sua morte, Salinas aveva 39 anni e il suo stato finanziario era precario. Fortunatamente il suo collega, il già famoso tenore venezuelano Alfredo Sadel, si fece carico delle spese del suo funerale. Malena de Toledo, che non aveva mai divorziato dal cantante, fece i documenti per il rimpatrio del corpo del cantante, che da allora riposa nel cimitero di Tampico.

## Stile e voce
La sua voce, secondo la critica musicale, ricorda quella del tenore italiano Beniamino Gigli, al punto che Salinas era considerato una specie di "Gigli del Bolero", un genere in cui spiccava. Tuttavia, Salinas sembra più legato, dal punto di vista musicale, all'italiano Tito Schipa, da cui aveva ricevuto insegnamenti, perché il suo uso della mezza voce, delle sfumature, delle modulazioni, dei diminuendo e delle filature si avvicinano a quelle coltivate da quest'ultimo.
Secondo la successiva analisi delle sue registrazioni, la sua estensione vocale andava dal sol basso (G1), come nel brano "Soy Marinero" al do di petto in "Novillero", registrato sia negli anni '50. Tra le sue caratteristiche vocali, si evidenzia il suo controllo dell'emissione e il passaggio facile da note gravi a note acute e viceversa, senza cambiamenti nella consistenza, la padronanza del passaggio, la conservazione della linea di canto e un'adeguata gestione delle sfumature.

## Artisti correlati
- Pedro Vargas
- Jorge Negrete
- José Mojica
- Agustín Lara